# Paradise Lost (serie de televisión)
Paradise Lost es una serie de televisión de drama y misterio estadounidense creada por Rodes Fishburne estrenada en Spectrum Originals el 13 de abril de 2020 y en Paramount Network en 2020.

## Sinopsis
Paradise Lost gira en torno a «una psiquiatra que se muda con su familia de California a la ciudad natal de su marido en Mississippi, solo para descubrir secretos vergonzosos que cambian de forma irrevocable las vidas de todos los involucrados».

## Reparto

### Principales
- Josh Hartnett como Yates Forsythe
  - Denis Shepherd interpreta un joven Yates Forsythe.[2]
- Bridget Regan
- Barbara Hershey
- Nick Nolte
- Gail Bean
- Danielle Deadwyler
- Shane McRae

### Recurrentes
- Elaine Hendrix como Devoe Shifflet
- Brett Rice como el tío BB
- Silas Weir Mitchell como Boyd
- Autry Haydon-Wilson como Janus
- John Marshall Jones como el tío Ronny

## Producción

### Desarrollo
El 1 de mayo de 2019, se anunció que Spectrum Originals y Paramount Network ordenaron el desarrollo de una serie titulada Heaven of Hell de Rodes Fishburne, que también escribió el primer y segundo episodio. Spectrum Originals emitirá primero la serie y más tarde en Paramount Network. El 11 de junio de 2019, se anunció que la serie estará compuesta por 10 episodios y se había titulado Paradise Lost, con la posibilidad de volver a cambiarlo. Además, Fishburne será productor ejecutivo y co-showrunner, Arika Lisanne Mittman será guionista, productora ejecutiva y co-showrunner y John Lee Hancock, David Kanter, Jeff Okin y Romeo Tirone como productores ejecutivos, con Hancock dirigiendo el episodio piloto. El 19 de febrero de 2020, se anunció la serie se estrenaría el 13 de abril de 2020.

### Casting
El 11 de junio de 2019 se anunció que Josh Hartnett, Bridget Regan, Barbara Hershey, Nick Nolte, Gail Bean, Danielle Deadwyler y Shane McRae fueron elegidos en roles principales. El 21 de junio de 2019 se anunció que Elaine Hendrix, Brett Rice, Silas Weir Mitchell, Autry Haydon-Wilson y John Marshall Jones fueron elegidos en roles recurrentes.

### Rodaje
El rodaje comenzó en Baton Rouge, Luisiana en 2019.